# 2006年の映画/8月
- 5日
  - ハードキャンディ（ アメリカ合衆国）
  - 森のリトル・ギャング（ アメリカ合衆国/アニメ）
  - ブライアン・ジョーンズ　ストーンズから消えた男（ イギリス）
  - ありふれた愛のおはなし ( フランス)
  - 太陽（ ロシア・ イタリア・ フランス・ スイス）
  - 鬘 かつら（ 韓国）
  - I am 日本人（ 日本）
  - 轟轟戦隊ボウケンジャー THE MOVIE 最強のプレシャス（ 日本）
  - 仮面ライダーカブト GOD SPEED LOVE（ 日本）
  - 釣りバカ日誌17 あとは能登なれ ハマとなれ!（ 日本）
  - 島ノ唄 Thousands of Islands ( 日本)
  - 水の花（ 日本）
  - 劇場版 NARUTO -ナルト- 大興奮! みかづき島のアニマル騒動だってばよ（ 日本/アニメ）
  - 年をとった鰐（ 日本/短編アニメ）
- 12日
  - ハッスル&フロウ（ アメリカ合衆国）
  - ユナイテッド93（ アメリカ合衆国）
  - 狩人と犬、最後の旅（ フランス・ カナダ・ ドイツ・ スイス・ イタリア）
  - 愛と死の間で（ 香港）
  - 紙屋悦子の青春（ 日本）
  - 東京フレンズ The Movie（ 日本）
  - 真夜中の少女たち（ 日本）
  - Wanna be FREE! 東京ガール（ 日本）
  - 石井輝男 FAN CLUB（ 日本）
- 19日
  - スーパーマン リターンズ（ アメリカ合衆国）
  - マッチポイント（ イギリス・ アメリカ合衆国・ ルクセンブルク)
  - 深海 Blue Cha-Cha（ 台湾）
  - 青春漫画 〜僕らの恋愛シナリオ〜（ 韓国）
  - 劇場版 遙かなる時空の中で 舞一夜（ 日本）
  - 花田少年史 幽霊と秘密のトンネル （ 日本）
  - マスター・オブ・サンダー 決戦!! 封魔龍虎伝（ 日本）
  - もんしぇん（ 日本）
  - 東京失格（ 日本）
- 26日
  - キンキーブーツ（ イギリス）
  - ハイテンション（ フランス）
  - パトリス・ルコントのドゴラ（ フランス）
  - MAXX!!! 鳥人死闘篇（ フランス）
  - ラジニカーント★チャンドラムキ/踊る! アメリカ帰りのゴーストバスター（ インド）
  - 僕の、世界の中心は、君だ。（ 韓国）
  - 楽日（ 台湾）
  - 迷子（ 台湾）
  - 幻遊伝（ 日本・ 台湾）
  - UDON（ 日本）
  - 親指さがし（ 日本）
  - 青春☆金属バット（ 日本）
  - ディア・ピョンヤン（ 日本）
  - 46億年の恋（ 日本）
  - ラフ ROUGH（ 日本）
  - THE WINDS OF GOD -KAMIKAZE-（ 日本）
  - おいしい殺し方 -A Delicious Way to Kill-（ 日本）